# Ljungby sockenmagasin

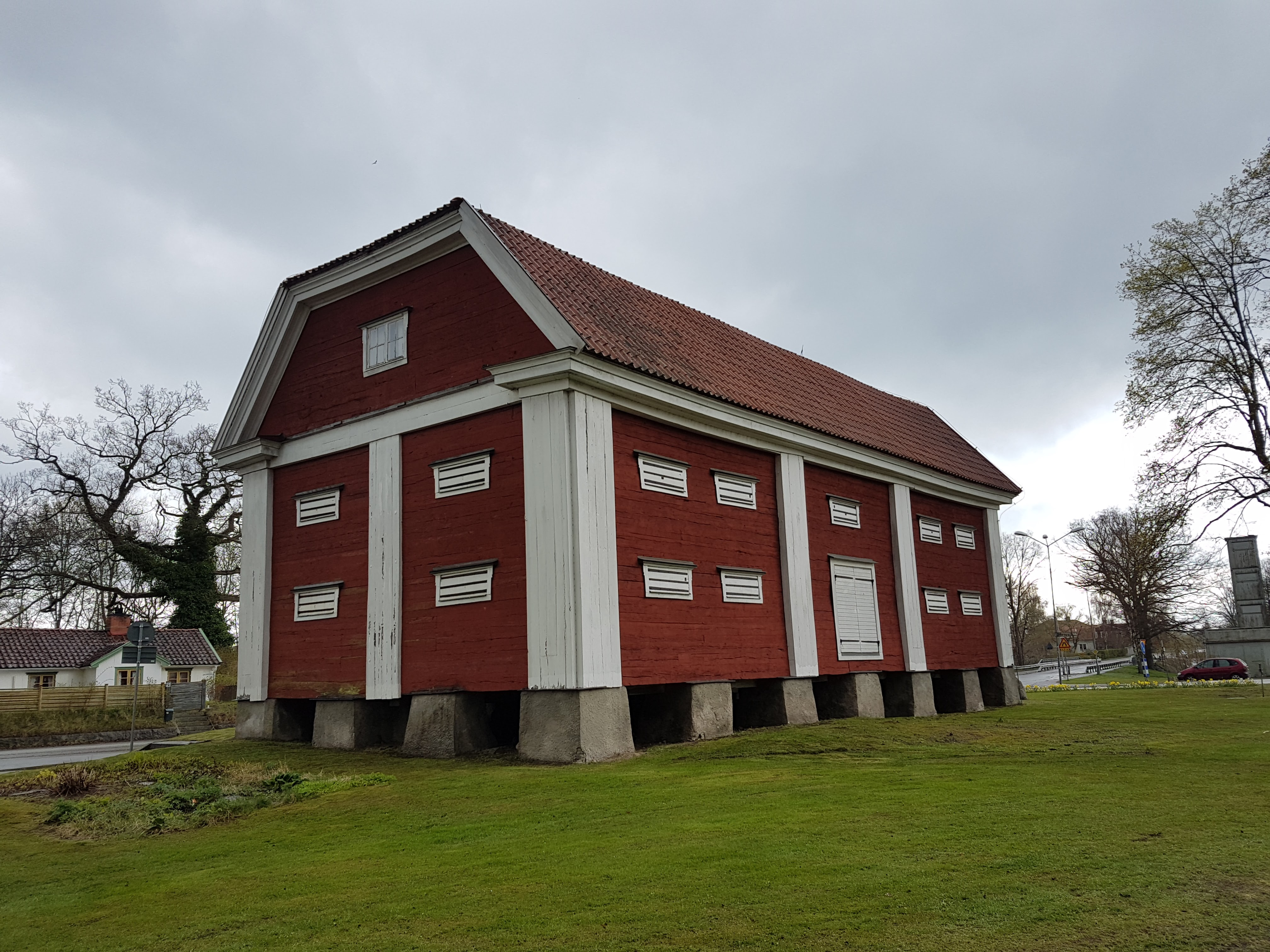
Ljungbyholms sockenmagasin 2016

Ljungby sockenmagasin i Ljungbyholm strax utanför Kalmar var en gång en gammal sädbank samt spannmålslager. Idag är byggnaden ett hembygdsmuseum.

## Historik
Sockenmagasinet började byggas 1774 på order av prosten Anders Bäckerström. Byggnaden skulle fungera som ett lånemagasin och när missväxt rådde skulle man låna ut utsäde till bönderna. Anders Bäckerström avled dock 1786 och fick aldrig se sitt lånemagasin helt färdigt. Änkeprostinnan Emerentia Brita Maria Hoppenstedt skänkte sedan magasinet till Ljungby och Hossmo socknar 1803. Sockenmagasinets roll som sädbank upphörde i slutet av 1800-talet och magasinet började istället hyras ut som spannmålslager åt traktens bönder. Försökte socknen sälja byggnaden på offentlig auktion 1922 men fick avslag från Kunglig Majestät. I stället blev den 1941 inrättad som museum för den 1938 bildade Ljungby hembygdsförening.
Byggnaden ägs av Ljungby hembygdsförening och rymmer samlingar av över 2.200 föremål.

## Byggnaden
Byggnaden består av tre våningar uppbyggda i liggande timmer av ek med klädda knutskallar. Taket är brutet och delvis valmat. Mot ena sidan vetter en gjutjärnstrapp, där två järntavlor gjutna med Anders Bäckerströms järnbruk Tovehult med texterna Dyrka Gud som giver dig bröd och allt samt Denna trappa är hungroga gäster helgad.